# National Football League 2020
La stagione NFL 2020 è stata la 101ª stagione sportiva della National Football League, la massima lega professionistica statunitense di football americano. La stagione è iniziata il 10 settembre e si è conclusa con il Super Bowl LV, che si è disputato il 7 febbraio 2021 al Raymond James Stadium di Tampa, Florida, vinto dai Tampa Bay Buccaneers sui Kansas City Chiefs per 31 a 9. Per la prima volta in assoluto, la squadra vincitrice ha disputato il Super Bowl nello stadio di casa. È stata la prima stagione con un formato play-off a 14 squadre che prevede tre wild card per ciascuna conference, rispetto alle precedenti due, e l'accesso automatico al secondo turno riservato soltanto alla squadra con il miglior record di conference.
Gli Oakland Raiders sono diventati i Las Vegas Raiders il 22 gennaio 2020, dopo il trasferimento nell'area metropolitana di Las Vegas, diventando la prima squadra NFL con sede in Nevada. I Washington Redskins, dopo una controversia lunga decenni, annunciarono che avrebbero abbandonato il proprio nome (utilizzato dal 1933 quando la franchigia aveva sede a Boston). Il 22 luglio comunicarono che avrebbero assunto temporaneamente il nome di Washington Football Team.

## Contratto collettivo di lavoro
Nel mese di marzo, la NFL e la NFLPA (il sindacato dei giocatori) stipularono un nuovo contratto collettivo di lavoro, con validità fino al 2030 (il precedente, stipulato nel 2011, sarebbe scaduto al termine della presente stagione). Tra i cambiamenti più importanti vi furono:
- l'espansione dei playoff da 12 a 14 squadre, con decorrenza del termine dalla corrente stagione.
- l'aumento delle gare di regular season da 16 a 17, con decorrenza del termine non prima del 2021.
- la maggiore redistribuzione dei profitti della lega in favore dei giocatori.[7]
- l'aumento dei giocatori sotto contratto per ciascuna squadra per il roster stagionale (da 53 a 55, mentre varia da 10 a 12 - fino ad un massimo di 14, con decorrenza del termine dal 2022 - per il team riserve) e per il roster del giorno di gara (da 46 a 48, con almeno 8 giocatori selezionati tra gli offensive linemen).
- la riduzione da quattro a tre delle stagioni necessarie per un giocatore per poter ottenere la pensione.[8]
- la garanzia della fifth-year option (che permette ad una franchigia di prolungare di un ulteriore anno il contratto quadriennale di un rookie, se selezionato al primo giro del Draft) se attivata dal team. Contestualmente, il salario del giocatore interessato può lievitare sulla base delle prestazioni nelle prime tre stagioni del contratto.[9]
- la riduzione della finestra temporale per i test antidoping da quattro mesi a due settimane all'inizio del training camp e l'eliminazione della sospensione automatica esclusivamente in base a test dall'esito positivo.
- l'introduzione di una figura imparziale investita di potere decisionale sulla maggior parte delle questioni disciplinari, in sostituzione del commissario della lega.
- la creazione di una rete di ospedali nelle città ospitanti una franchigia, con assistenza sanitaria gratuita per i giocatori in attività e ritirati, e la riqualificazione dei centri di allenamento.[10]

## Transazioni di mercato

### Free agency
La free agency iniziò il 18 marzo. Tra i giocatori degni di nota ad avere cambiato maglia vi furono:
- Quarterback: Tom Brady (da New England a Tampa Bay), Teddy Bridgewater (da New Orleans a Carolina), Andy Dalton (da Cincinnati a Dallas), Cam Newton (da Carolina a New England), Philip Rivers (dai Los Angeles Chargers a Indianapolis) e Jameis Winston (da Tampa Bay a New Orleans)
- Running back: Melvin Gordon (dai Los Angeles Chargers a Denver), Frank Gore (da Buffalo ai New York Jets), Todd Gurley (dai Los Angeles Rams ad Atlanta), Jordan Howard (da Philadelphia a Miami), Dion Lewis (da Tennessee a New York Giants) e Adrian Peterson (da Washington a Detroit)
- Wide receiver: Nelson Agholor (da Philadelphia a Las Vegas), Robby Anderson (dai New York Jets a Carolina), Antonio Brown (da New England a Tampa Bay), Dez Bryant (da New Orleans a Baltimore), Randall Cobb (da Dallas a Houston), Phillip Dorsett (da New England a Seattle), Ted Ginn Jr. (da New Orleans a Chicago) ed Emmanuel Sanders (da San Francisco a New Orleans)
- Tight end: Eric Ebron (da Indianapolis a Pittsburgh), Tyler Eifert (da Cincinnati a Jacksonville), Jimmy Graham (da Green Bay a Chicago), Austin Hooper (da Atlanta a Cleveland), Jordan Reed (da Washington a San Francisco) e Jason Witten (da Dallas a Las Vegas)
- Offensive linemen: Bryan Bulaga (da Green Bay ai Los Angeles Chargers), Jack Conklin (da Tennessee a Cleveland), Ereck Flowers (da Washington a Miami), Graham Glasgow (da Detroit a Denver) e Halapoulivaati Vaitai (da Philadelphia a Detroit)
- Defensive linemen: Adrian Clayborn (da Atlanta a Cleveland), Everson Griffen (da Minnesota a Dallas), Jadeveon Clowney (da Seattle aTennessee), Linval Joseph (da Minnesota ai Los Angeles Chargers), Gerald McCoy (da Carolina a Dallas), Emmanuel Ogbah (da Kansas City a Miami), Dontari Poe (da Carolina a Dallas), Robert Quinn (da Dallas a Chicago), Danny Shelton (da New England a Detroit) e Derek Wolfe (da Denver a Baltimore)
- Linebacker: Vic Beasley (da Atlanta a Tennessee), Jamie Collins (da New England a Detroit), Leonard Floyd (da Chicago a Los Angeles Rams), Dante Fowler (dai Los Angeles Rams ad Atlanta), Bruce Irvin (da Carolina a Seattle), Christian Kirksey (da Cleveland a Green Bay), A.J. Klein (da New Orleans a Buffalo), Nick Kwiatkoski (da Chicago a Las Vegas), Cory Littleton (da Los Angeles Rams a Las Vegas), Blake Martinez (da Green Bay a New York Giants), Joe Schobert (da Cleveland a Jacksonville), Kyle Van Noy (da New England a Miami) e Nick Vigil (da Cincinnati ai Los Angeles Chargers)
- Defensive back: Vonn Bell (da New Orleans a Cincinnati), James Bradberry (da Carolina a New York Giants), Ha Ha Clinton-Dix (da Chicago a Dallas), Ronald Darby (da Philadelphia a Washington), Darqueze Dennard (da Cincinnati ad Atlanta), Quinton Dunbar (da Washington a Seattle), Kendall Fuller (da Kansas City a Washington), Chris Harris Jr. (da Denver ai Los Angeles Chargers), Malcolm Jenkins (da Philadelphia a New Orleans), Byron Jones (da Dallas a Miami), Karl Joseph (da Oakland a Cleveland), Xavier Rhodes (da Minnesota a Indianapolis), Nickell Robey-Coleman (dai Los Angeles Rams a Philadelphia), Andrew Sendejo (da Minnesota a Cleveland) e Desmond Trufant (da Atlanta a Detroit)
- Kicker: Stephen Gostkowski (da New England a Tennessee) e Greg Zuerlein (dai Los Angeles Rams a Dallas)
- Punter: Dustin Colquitt (da Kansas City a Pittsburgh) e Sam Martin (da Detroit a Denver)

### Scambi
- Il 16 marzo, Baltimore ha scambiato il TE Hayden Hurst e la scelta del quarto giro del Draft 2020 con Atlanta per la scelta del secondo e quinto giro del Draft 2020.
- Il 18 marzo, Houston ha scambiato il WR DeAndre Hopkins e la scelta del quarto giro del Draft 2020 con Arizona per il RB David Johnson, la scelta del secondo giro del Draft 2020 e la scelta del quarto giro del Draft 2021.[11]
- Il 18 marzo, Jacksonville scambiò il DE Calais Campbell con Baltimore per la scelta del quinto giro del Draft 2020 (precedentemente acquisita da Atlanta).[12]
- il 18 marzo, Minnesota scambiò il WR Stefon Diggs e la scelta del settimo giro del Draft 2020 con Buffalo per la scelta del primo, quinto e sesto giro del Draft 2020 e la scelta del quarto giro del Draft 2021.[13]
- il 18 marzo, Tennessee scambiò il DT Jurrell Casey con Denver per la scelta del settimo giro del Draft 2020.[14]
- il 18 marzo, San Francisco scambiò il DT DeForest Buckner con Indianapolis per la scelta del primo giro nel Draft 2020.[15]
- il 18 marzo, Jacksonville scambiò il QB Nick Foles con Chicago per la scelta del quarto giro del Draft 2020.[16]
- il 18 marzo, Carolina scambiò la G Trai Turner con i Los Angeles Chargers per il T Russell Okung.[17]
- il 18 marzo, Jacksonville scambiò il CB A.J. Bouye con Denver per una scelta del quarto giro del Draft 2020.[18]
- il 19 marzo, Detroit scambiò il CB Darius Slay con Philadelphia per una scelta del terzo e quinto giro del Draft 2020.[19]
- il 9 aprile, i Los Angeles Rams scambiarono il WR Brandin Cooks e la scelta del quarto giro del Draft 2022 con Houston per la scelta del secondo giro del Draft 2020.[20]
- il 21 aprile, New England scambiò il TE Rob Gronkowski e una scelta del settimo giro del Draft 2020 con Tampa Bay per una scelta del quarto giro del Draft 2020.[21]
- il 25 aprile, Washington scambiò l'OT Trent Williams con San Francisco per una scelta del quinto giro del Draft 2020 e una scelta del terzo giro del Draft 2021.[22]
- il 25 luglio, i New York Jets scambiarono la S Jamal Adams e una scelta del quarto giro del Draft 2022 con Seattle per la S Bradley McDougald, le scelte del primo giro del Draft 2021 e 2022 e una scelta del terzo giro del Draft 2021.[23]
- il 30 agosto, Jacksonville scambiò il DE Yannick Ngakoue con Minnesota per una scelta del secondo giro del Draft 2021 ed una possibile scelta del quinto giro del Draft 2021.[24]

### Ritiri degni di nota
- C Travis Frederick – Cinque volte Pro Bowler e tre volte All-Pro. Giocò per i Dallas Cowboys per tutti i sette anni di carriera.
- TE Antonio Gates – Otto volte Pro Bowler e cinque volte All-Pro. Giocò per i San Diego/Los Angeles Chargers per tutti i sedici anni di carriera.
- LB Luke Kuechly – Sette volte Pro Bowler, sette volte All-Pro, rookie difensivo dell'anno 2012, difensore dell'anno 2013. Giocò per i Carolina Panthers per tutti i sette anni di carriera.
- QB Eli Manning – Quattro volte Pro Bowler, due volte vincitore del Super Bowl e due volte MVP del Super Bowl (XLII & XLVI), prima scelta assoluta del Draft NFL 2004 e Walter Payton NFL Man of the Year Award 2016. Giocò per i New York Giants per tutti i sedici anni di carriera.
- RB Darren Sproles – tre volte Pro Bowler, due volte First-Team All-Pro e vincitore del Super Bowl LII. Giocò per i San Diego Chargers, i New Orleans Saints e i Philadelphia Eagles nel corso di 15 anni di carriera.[25]
- OT Joe Staley – sei volte Pro Bowler e tre volte Second-Team All-Pro. Giocò per i San Francisco 49ers per tutti i 13 anni di carriera.
- CB Aqib Talib – cinque volte Pro Bowler, tre volte All-Pro e vincitore del Super Bowl 50. Giocò per i Tampa Bay Buccaneers, i New England Patriots, i Denver Broncos e i Los Angeles Rams nel corso di 12 anni di carriera.[26]
- FS Eric Weddle – sei volte Pro Bowler e cinque volte All-Pro. Giocò per i San Diego Chargers, i Baltimore Ravens e i Los Angeles Rams nel corso di 13 anni di carriera.[27]
- G Marshal Yanda – otto volte Pro Bowler, sette volte All-Pro e vincitore del Super Bowl XLVII. Giocò per i Baltimore Ravens per tutti i 13 anni di carriera.[28]

#### Altri ritiri

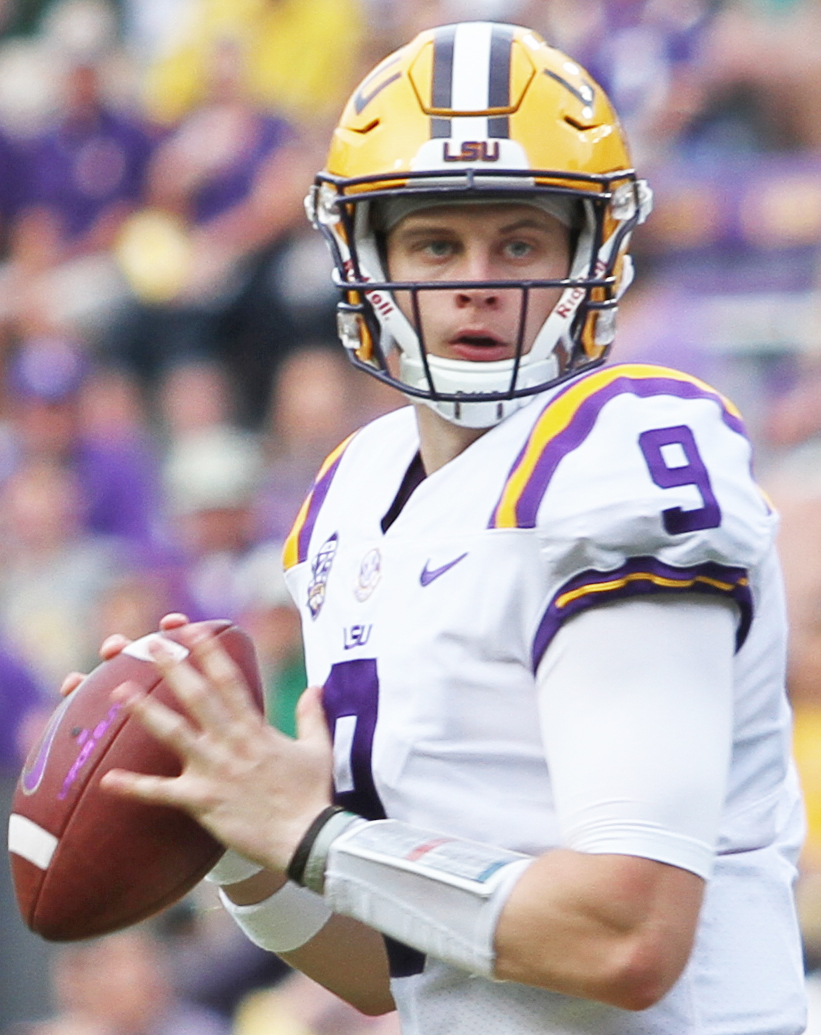
La prima scelta assoluta Joe Burrow

- Mike Adams[29]
- Lorenzo Alexander[30]
- Michael Bennett
- Jatavis Brown
- Garrett Celek[31]
- Vernon Davis[32]
- James Develin[33]
- Rhett Ellison[34]
- Ramon Foster[35]

- Rodney Gunter
- Christian Hackenberg[36]
- Wes Horton[37]
- Davon House[38]
- Lamarr Houston[39]
- Tom Johnson[40]
- Jermaine Kearse
- Zach Line[41]
- Kyle Long[42]

- Spencer Long
- Aaron Lynch
- Johnny Manziel
- Ron Parker[43]
- Ryan Shazier[44]
- Dion Sims
- Jeremiah Sirles[45]
- Benjamin Watson
- Dustin Woodard

### Draft
Il Draft NFL 2020 venne svolto dal 23 al 25 aprile. Avrebbe dovuto tenersi a Paradise, Nevada ma a causa della pandemia di COVID-19 fu realizzato virtualmente in videoconferenza. La prima scelta assoluta era in possesso dei Cincinnati Bengals, che scelsero il quarterback da LSU Joe Burrow.

### Opt-out
L'NFL e la NFLPA raggiunsero un accordo il 24 luglio per permettere ai giocatori di non prendere parte alla stagione tramite una clausola di opt-out a seguito della pandemia di COVID-19, con il termine ultimo per tale decisione fissato al 6 agosto. In totale, 67 giocatori rinunciarono a prendere parte alla stagione. New England risultò la squadra con il maggior numero di defezioni (8 in tutto), mentre soltanto tre squadre non riscontrarono alcuna rinuncia (Atlanta, Los Angeles Chargers e Pittsburgh). Tra i giocatori che rinunciarono vi furono:
| Squadra    | Nome              | Posizione |
| ---------- | ----------------- | --------- |
| Arizona    | Marcus Gilbert    | OT        |
| Baltimore  | Andre Smith       | OT        |
| Baltimore  | De'Anthony Thomas | WR        |
| Buffalo    | E.J. Gaines       | CB        |
| Buffalo    | Star Lotulelei    | DT        |
| Carolina   | Jordan Mack       | LB        |
| Carolina   | Christian Miller  | OLB       |
| Chicago    | Eddie Goldman     | DT        |
| Chicago    | Jordan Lucas      | S         |
| Cincinnati | Isaiah Prince     | OT        |
| Cincinnati | Josh Tupou        | OT        |
| Cleveland  | Andrew Billings   | DT        |
| Cleveland  | Drake Dorbeck     | OT        |
| Cleveland  | Drew Forbes       | G         |
| Cleveland  | Colby Gossett     | G         |
| Cleveland  | Malcolm Pridgeon  | G         |
| Dallas     | Maurice Canady    | CB        |
| Dallas     | Stephen Guidry    | WR        |
| Dallas     | Jamize Olawale    | FB        |
| Denver     | Ja'Wuan James     | OT        |
| Denver     | Kyle Peko         | DT        |

| Squadra          | Nome                    | Posizione |
| ---------------- | ----------------------- | --------- |
| Detroit          | Geronimo Allison        | WR        |
| Detroit          | John Atkins             | DT        |
| Detroit          | Russell Bodine          | C         |
| Green Bay        | Devin Funchess          | WR        |
| Houston          | Eddie Vanderdoes        | DT        |
| Indianapolis     | Rolan Milligan          | S         |
| Indianapolis     | Skai Moore              | LB        |
| Indianapolis     | Marvell Tell            | CB        |
| Jacksonville     | Lerentee McCray         | LB        |
| Jacksonville     | Rashaan Melvin          | CB        |
| Jacksonville     | Al Woods                | DT        |
| Kansas City      | Laurent Duvernay-Tardif | G         |
| Kansas City      | Lucas Niang             | OT        |
| Kansas City      | Damien Williams         | RB        |
| Las Vegas        | Ukeme Eligwe            | LB        |
| Las Vegas        | D.J. Killings           | DB        |
| Las Vegas        | Jeremiah Valoaga        | DE        |
| Los Angeles Rams | Chandler Brewer         | OT        |
| Miami            | Allen Hurns             | WR        |
| Miami            | Albert Wilson           | WR        |
| Minnesota        | Michael Pierce          | DT        |

| Squadra         | Nome                | Posizione |
| --------------- | ------------------- | --------- |
| New England     | Brandon Bolden      | RB        |
| New England     | Marcus Cannon       | OT        |
| New England     | Patrick Chung       | S         |
| New England     | Dont'a Hightower    | LB        |
| New England     | Matt LaCosse        | TE        |
| New England     | Marqise Lee         | WR        |
| New England     | Najee Toran         | OT        |
| New England     | Danny Vitale        | FB        |
| New Orleans     | Jason Vander Laan   | TE        |
| New Orleans     | Cole Wick           | TE        |
| New York Jets   | Josh Doctson        | WR        |
| New York Jets   | Leo Koloamatangi    | C         |
| New York Jets   | C.J. Mosley         | LB        |
| New York Giants | Sam Beal            | CB        |
| New York Giants | Da'Mari Scott       | WR        |
| New York Giants | Nate Solder         | OT        |
| Philadelphia    | Marquise Goodwin    | WR        |
| San Francisco   | Travis Benjamin     | WR        |
| San Francisco   | Shon Coleman        | OT        |
| Seattle         | Chance Warmack      | G         |
| svincolato      | Larry Warford       | G         |
| Tampa Bay       | Brad Seaton         | OT        |
| Tennessee       | Anthony McKinney    | OT        |
| Washington      | Caleb Brantley      | DT        |
| Washington      | Josh Harvey-Clemons | LB        |

## Stagione regolare
La stagione regolare è iniziata il 10 settembre 2020 con l'incontro tra i Kansas City Chiefs, vincitori del Super Bowl LIV, contro gli Houston Texans. Gli accoppiamenti intraconference e interconference sono stati i seguenti:
Intraconference
- AFC East vs AFC West
- AFC North vs AFC South
- NFC East vs NFC West
- NFC North vs NFC South

Interconference
- AFC East vs. NFC West
- AFC North vs. NFC East
- AFC South vs. NFC North
- AFC West vs. NFC South

### Risultati stagione regolare
- La qualificazione ai play-off è indicata in verde (tra parentesi è indicato il seed).

| AFC East             |    |    |   |     |     |     |
| Squadra              | V  | S  | P | PCT | PF  | PS  |
| (2) Buffalo Bills    | 13 | 3  | 0 | 813 | 501 | 375 |
| Miami Dolphins       | 10 | 6  | 0 | 625 | 404 | 338 |
| New England Patriots | 7  | 9  | 0 | 438 | 326 | 353 |
| New York Jets        | 2  | 14 | 0 | 125 | 243 | 457 |

| NFC East                     |   |    |   |     |     |     |
| Squadra                      | V | S  | P | PCT | PF  | PS  |
| (4) Washington Football Team | 7 | 9  | 0 | 438 | 335 | 329 |
| New York Giants              | 6 | 10 | 0 | 375 | 280 | 357 |
| Dallas Cowboys               | 6 | 10 | 0 | 375 | 395 | 473 |
| Philadelphia Eagles          | 4 | 11 | 1 | 281 | 334 | 418 |

| AFC North               |    |    |   |     |     |     |
| Squadra                 | V  | S  | P | PCT | PF  | PS  |
| (3) Pittsburgh Steelers | 12 | 4  | 0 | 750 | 416 | 312 |
| (5) Baltimore Ravens    | 11 | 5  | 0 | 688 | 468 | 303 |
| (6) Cleveland Browns    | 11 | 5  | 0 | 688 | 408 | 419 |
| Cincinnati Bengals      | 4  | 11 | 1 | 281 | 311 | 424 |

| NFC North             |    |    |   |     |     |     |
| Squadra               | V  | S  | P | PCT | PF  | PS  |
| (1) Green Bay Packers | 13 | 3  | 0 | 813 | 509 | 369 |
| (7) Chicago Bears     | 8  | 8  | 0 | 500 | 372 | 370 |
| Minnesota Vikings     | 7  | 9  | 0 | 438 | 430 | 475 |
| Detroit Lions         | 5  | 11 | 0 | 313 | 377 | 519 |

| AFC South              |    |    |   |     |     |     |
| Squadra                | V  | S  | P | PCT | PF  | PS  |
| (4) Tennessee Titans   | 11 | 5  | 0 | 688 | 491 | 439 |
| (7) Indianapolis Colts | 11 | 5  | 0 | 688 | 451 | 362 |
| Houston Texans         | 4  | 12 | 0 | 250 | 384 | 464 |
| Jacksonville Jaguars   | 1  | 15 | 0 | 63  | 306 | 492 |

| NFC South                |    |    |   |     |     |     |
| Squadra                  | V  | S  | P | PCT | PF  | PS  |
| (2) New Orleans Saints   | 12 | 4  | 0 | 750 | 482 | 337 |
| (5) Tampa Bay Buccaneers | 11 | 5  | 0 | 688 | 492 | 355 |
| Carolina Panthers        | 5  | 11 | 0 | 313 | 350 | 402 |
| Atlanta Falcons          | 4  | 12 | 0 | 250 | 396 | 414 |

| AFC West               |    |    |   |     |     |     |
| Squadra                | V  | S  | P | PCT | PF  | PS  |
| (1) Kansas City Chiefs | 14 | 2  | 0 | 875 | 473 | 362 |
| Las Vegas Raiders      | 8  | 8  | 0 | 500 | 434 | 478 |
| Los Angeles Chargers   | 7  | 9  | 0 | 438 | 384 | 426 |
| Denver Broncos         | 5  | 11 | 0 | 313 | 323 | 446 |

| NFC West             |    |    |   |     |     |     |
| Squadra              | V  | S  | P | PCT | PF  | PS  |
| (3) Seattle Seahawks | 12 | 4  | 0 | 750 | 459 | 371 |
| (6) Los Angeles Rams | 10 | 6  | 0 | 625 | 372 | 296 |
| Arizona Cardinals    | 8  | 8  | 0 | 500 | 410 | 367 |
| San Francisco 49ers  | 6  | 10 | 0 | 375 | 376 | 390 |

spareggi
1. ↑  I Patriots hanno finito davanti ai Chargers in base alla vittoria nello scontro diretto.
2. ↑  I Giants hanno finito davanti ai Cowboys al miglior risultato nella division (4-2 contro 2-4).
3. ↑  I Ravens hanno ottenuto il seed 5 sui Browns e sui Colts in base alle vittorie negli scontri diretti.
4. ↑  I Browns hanno ottenuto il seed 6 sui Colts in base alla vittoria nello scontro diretto.
5. ↑  I Bears hanno ottenuto il seed 5 sui Cardinals in base alle vittorie con gli stessi avversari (3-2 contro 1-4).
6. ↑  I Titans hanno ottenuto il seed 4 sui Colts in base al miglior risultato nella division (5-1 contro 4-2).
7. ↑  I Saints hanno ottenuto il seed 2 sui Seahawks in base al miglior record di vittorie di conference (10-2 contro 9-3).
8. ↑  I Panthers hanno finito davanti ai Lions in base alla vittoria nello scontro diretto.
9. ↑  I 49ers hanno finito davanti ai Giants in base alla vittoria nello scontro diretto.

## Play-off
I play-off sono incominciati il 9 e il 10 gennaio 2020 con il Wild Card Round. Si sono quindi disputati i Divisional Playoff il 16 e il 17 gennaio e i Conference Championship il 24 gennaio. Il Super Bowl LV si è disputato il 7 febbraio 2020 al Raymond James Stadium di Tampa, Florida.

### Seeding
| Seed | American Football Conference              | National Football Conference                  |
| ---- | ----------------------------------------- | --------------------------------------------- |
| 1    | Kansas City Chiefs (vincitori AFC West)   | Green Bay Packers (vincitori NFC North)       |
| 2    | Buffalo Bills (vincitori AFC East)        | New Orleans Saints (vincitori NFC South)      |
| 3    | Pittsburgh Steelers (vincitori AFC North) | Seattle Seahawks (vincitori NFC West)         |
| 4    | Tennessee Titans (vincitori AFC South)    | Washington Football Team (vincitori NFC East) |
| 5    | Baltimore Ravens (Wild Card)              | Tampa Bay Buccaneers (Wild Card)              |
| 6    | Cleveland Browns (Wild Card)              | Los Angeles Rams (Wild Card)                  |
| 7    | Indianapolis Colts (Wild Card)            | Chicago Bears (Wild Card)                     |

### Incontri
| Wild Card Game | Wild Card Game                       | Wild Card Game                       | Wild Card Game                       |                                    |                            | Divisional Play-off                  | Divisional Play-off                  | Divisional Play-off                  |             |   | Conference Championship | Conference Championship | Conference Championship |  |  | Super Bowl LV | Super Bowl LV | Super Bowl LV | Super Bowl LV | Super Bowl LV |
|                |                                      |                                      |                                      |                                    |                            |                                      |                                      |                                      |             |   |                         |                         |                         |  |  |               |               |               |               |               |
|                |                                      |                                      |                                      |                                    |                            |                                      |                                      |                                      |             |   |                         |                         |                         |  |  |               |               |               |               |               |
|                | 10 gennaio - Mercedes-Benz Superdome | 10 gennaio - Mercedes-Benz Superdome | 10 gennaio - Mercedes-Benz Superdome |                                    |                            | 17 gennaio - Mercedes-Benz Superdome | 17 gennaio - Mercedes-Benz Superdome | 17 gennaio - Mercedes-Benz Superdome |             |   |                         |                         |                         |  |  |               |               |               |               |               |
|                | 7                                    | Chicago                              | 9                                    |                                    |                            | 17 gennaio - Mercedes-Benz Superdome | 17 gennaio - Mercedes-Benz Superdome | 17 gennaio - Mercedes-Benz Superdome |             |   |                         |                         |                         |  |  |               |               |               |               |               |
|                | 7                                    | Chicago                              | 9                                    |                                    |                            | 17 gennaio - Mercedes-Benz Superdome | 17 gennaio - Mercedes-Benz Superdome | 17 gennaio - Mercedes-Benz Superdome |             |   |                         |                         |                         |  |  |               |               |               |               |               |
|                | 2                                    | New Orleans                          | 21                                   |                                    |                            | 17 gennaio - Mercedes-Benz Superdome | 17 gennaio - Mercedes-Benz Superdome | 17 gennaio - Mercedes-Benz Superdome |             |   |                         |                         |                         |  |  |               |               |               |               |               |
|                | 2                                    | New Orleans                          | 21                                   | 5                                  | Tampa Bay                  | 30                                   |                                      |                                      |             |   |                         |                         |                         |  |  |               |               |               |               |               |
|                |                                      |                                      |                                      | 5                                  | Tampa Bay                  | 30                                   | 24 gennaio - Lambeau Field           |                                      |             |   |                         |                         |                         |  |  |               |               |               |               |               |
|                | 9 gennaio - FedEx Field              | 9 gennaio - FedEx Field              | 9 gennaio - FedEx Field              |                                    | 2                          | New Orleans                          | 20                                   |                                      |             |   |                         |                         |                         |  |  |               |               |               |               |               |
|                | 9 gennaio - FedEx Field              | 9 gennaio - FedEx Field              | 9 gennaio - FedEx Field              |                                    | 2                          | New Orleans                          | 20                                   |                                      |             |   |                         |                         |                         |  |  |               |               |               |               |               |
|                | 9 gennaio - FedEx Field              | 9 gennaio - FedEx Field              | 9 gennaio - FedEx Field              |                                    |                            |                                      |                                      |                                      |             |   |                         |                         |                         |  |  |               |               |               |               |               |
|                | 5                                    | Tampa Bay                            | 31                                   | 5                                  | Tampa Bay                  | 31                                   |                                      |                                      |             |   |                         |                         |                         |  |  |               |               |               |               |               |
|                | 5                                    | Tampa Bay                            | 31                                   | 5                                  | Tampa Bay                  | 31                                   | 16 gennaio - Lambeau Field           |                                      |             |   |                         |                         |                         |  |  |               |               |               |               |               |
|                | 4                                    | Washington                           | 23                                   |                                    |                            | 1                                    | Green Bay                            | 26                                   |             |   |                         |                         |                         |  |  |               |               |               |               |               |
|                | 4                                    | Washington                           | 23                                   |                                    |                            | 1                                    | Green Bay                            | 26                                   |             |   |                         |                         |                         |  |  |               |               |               |               |               |
|                |                                      |                                      |                                      |                                    |                            |                                      |                                      |                                      |             |   |                         |                         |                         |  |  |               |               |               |               |               |
|                | 9 gennaio - Lumen Field              | 9 gennaio - Lumen Field              | 9 gennaio - Lumen Field              | 6                                  | L. A. Rams                 | 18                                   |                                      |                                      |             |   |                         |                         |                         |  |  |               |               |               |               |               |
|                | 9 gennaio - Lumen Field              | 9 gennaio - Lumen Field              | 9 gennaio - Lumen Field              | 6                                  | L. A. Rams                 | 18                                   |                                      |                                      |             |   |                         |                         |                         |  |  |               |               |               |               |               |
|                | 9 gennaio - Lumen Field              | 9 gennaio - Lumen Field              | 9 gennaio - Lumen Field              | 1                                  | Green Bay                  | 32                                   |                                      |                                      |             |   |                         |                         |                         |  |  |               |               |               |               |               |
|                | 6                                    | L. A. Rams                           | 30                                   | 1                                  | Green Bay                  | 32                                   |                                      |                                      |             |   |                         |                         |                         |  |  |               |               |               |               |               |
|                | 6                                    | L. A. Rams                           | 30                                   | 7 febbraio - Raymond James Stadium |                            |                                      |                                      |                                      |             |   |                         |                         |                         |  |  |               |               |               |               |               |
|                | 3                                    | Seattle                              | 20                                   |                                    |                            |                                      |                                      |                                      |             |   |                         |                         |                         |  |  |               |               |               |               |               |
|                | 3                                    | Seattle                              | 20                                   |                                    |                            |                                      |                                      |                                      |             |   |                         |                         |                         |  |  |               |               |               |               |               |
|                |                                      |                                      |                                      |                                    |                            |                                      |                                      |                                      |             |   |                         |                         |                         |  |  |               |               |               |               |               |
|                | N5                                   | Tampa Bay                            | 31                                   |                                    |                            |                                      |                                      |                                      |             |   |                         |                         |                         |  |  |               |               |               |               |               |
|                | N5                                   | Tampa Bay                            | 31                                   |                                    |                            |                                      |                                      |                                      |             |   |                         |                         |                         |  |  |               |               |               |               |               |
|                | 9 gennaio - Bills Stadium            | 9 gennaio - Bills Stadium            | 9 gennaio - Bills Stadium            | 16 gennaio - Bills Stadium         | 16 gennaio - Bills Stadium | 16 gennaio - Bills Stadium           |                                      | A1                                   | Kansas City | 9 |                         |                         |                         |  |  |               |               |               |               |               |
|                | 9 gennaio - Bills Stadium            | 9 gennaio - Bills Stadium            | 9 gennaio - Bills Stadium            | 16 gennaio - Bills Stadium         | 16 gennaio - Bills Stadium | 16 gennaio - Bills Stadium           |                                      | A1                                   | Kansas City | 9 |                         |                         |                         |  |  |               |               |               |               |               |
|                | 9 gennaio - Bills Stadium            | 9 gennaio - Bills Stadium            | 9 gennaio - Bills Stadium            | 16 gennaio - Bills Stadium         | 16 gennaio - Bills Stadium | 16 gennaio - Bills Stadium           |                                      |                                      |             |   |                         |                         |                         |  |  |               |               |               |               |               |
|                | 7                                    | Indianapolis                         | 24                                   | 16 gennaio - Bills Stadium         | 16 gennaio - Bills Stadium | 16 gennaio - Bills Stadium           |                                      |                                      |             |   |                         |                         |                         |  |  |               |               |               |               |               |
|                | 7                                    | Indianapolis                         | 24                                   | 16 gennaio - Bills Stadium         | 16 gennaio - Bills Stadium | 16 gennaio - Bills Stadium           |                                      |                                      |             |   |                         |                         |                         |  |  |               |               |               |               |               |
|                | 2                                    | Buffalo                              | 27                                   | 16 gennaio - Bills Stadium         | 16 gennaio - Bills Stadium | 16 gennaio - Bills Stadium           |                                      |                                      |             |   |                         |                         |                         |  |  |               |               |               |               |               |
|                | 2                                    | Buffalo                              | 27                                   | 5                                  | Baltimore                  | 3                                    |                                      |                                      |             |   |                         |                         |                         |  |  |               |               |               |               |               |
|                |                                      |                                      |                                      | 5                                  | Baltimore                  | 3                                    | 24 gennaio - Arrowhead Stadium       |                                      |             |   |                         |                         |                         |  |  |               |               |               |               |               |
|                | 10 gennaio - Nissan Stadium          | 10 gennaio - Nissan Stadium          | 10 gennaio - Nissan Stadium          |                                    | 2                          | Buffalo                              | 17                                   |                                      |             |   |                         |                         |                         |  |  |               |               |               |               |               |
|                | 10 gennaio - Nissan Stadium          | 10 gennaio - Nissan Stadium          | 10 gennaio - Nissan Stadium          |                                    | 2                          | Buffalo                              | 17                                   |                                      |             |   |                         |                         |                         |  |  |               |               |               |               |               |
|                | 10 gennaio - Nissan Stadium          | 10 gennaio - Nissan Stadium          | 10 gennaio - Nissan Stadium          |                                    |                            |                                      |                                      |                                      |             |   |                         |                         |                         |  |  |               |               |               |               |               |
|                | 5                                    | Baltimore                            | 20                                   | 2                                  | Buffalo                    | 24                                   |                                      |                                      |             |   |                         |                         |                         |  |  |               |               |               |               |               |
|                | 5                                    | Baltimore                            | 20                                   | 2                                  | Buffalo                    | 24                                   | 17 gennaio - Arrowhead Stadium       |                                      |             |   |                         |                         |                         |  |  |               |               |               |               |               |
|                | 4                                    | Tennessee                            | 13                                   |                                    |                            | 1                                    | Kansas City                          | 38                                   |             |   |                         |                         |                         |  |  |               |               |               |               |               |
|                | 4                                    | Tennessee                            | 13                                   |                                    |                            | 1                                    | Kansas City                          | 38                                   |             |   |                         |                         |                         |  |  |               |               |               |               |               |
|                |                                      |                                      |                                      |                                    |                            |                                      |                                      |                                      |             |   |                         |                         |                         |  |  |               |               |               |               |               |
|                | 10 gennaio - Heinz Field             | 10 gennaio - Heinz Field             | 10 gennaio - Heinz Field             | 6                                  | Cleveland                  | 17                                   |                                      |                                      |             |   |                         |                         |                         |  |  |               |               |               |               |               |
|                | 10 gennaio - Heinz Field             | 10 gennaio - Heinz Field             | 10 gennaio - Heinz Field             | 6                                  | Cleveland                  | 17                                   |                                      |                                      |             |   |                         |                         |                         |  |  |               |               |               |               |               |
|                | 10 gennaio - Heinz Field             | 10 gennaio - Heinz Field             | 10 gennaio - Heinz Field             | 1                                  | Kansas City                | 22                                   |                                      |                                      |             |   |                         |                         |                         |  |  |               |               |               |               |               |
|                | 6                                    | Cleveland                            | 48                                   | 1                                  | Kansas City                | 22                                   |                                      |                                      |             |   |                         |                         |                         |  |  |               |               |               |               |               |
|                | 6                                    | Cleveland                            | 48                                   |                                    |                            |                                      |                                      |                                      |             |   |                         |                         |                         |  |  |               |               |               |               |               |
|                | 3                                    | Pittsburgh                           | 37                                   |                                    |                            |                                      |                                      |                                      |             |   |                         |                         |                         |  |  |               |               |               |               |               |
|                | 3                                    | Pittsburgh                           | 37                                   |                                    |                            |                                      |                                      |                                      |             |   |                         |                         |                         |  |  |               |               |               |               |               |

### Vincitore
| Vincitori del Super Bowl LV Tampa Bay Buccaneers 2º titolo |

## Cambi di allenatore

### Prima dell'inizio della stagione
| Squadra                  | Allenatore 2019  | Interim 2019     | Nuovo allenatore | Ragione        |
| ------------------------ | ---------------- | ---------------- | ---------------- | -------------- |
| Carolina Panthers        | Ron Rivera       | Perry Fewell     | Matt Rhule       | Licenziamento  |
| Cleveland Browns         | Freddie Kitchens | Freddie Kitchens | Kevin Stefanski  | Licenziamento  |
| Dallas Cowboys           | Jason Garrett    | Jason Garrett    | Mike McCarthy    | Fine contratto |
| New York Giants          | Pat Shurmur      | Pat Shurmur      | Joe Judge        | Licenziamento  |
| Washington Football Team | Jay Gruden       | Bill Callahan    | Ron Rivera       | Licenziamento  |

### Durante la stagione
| Squadra         | Allenatore    | Ragione       | Sostituto ad interim |
| --------------- | ------------- | ------------- | -------------------- |
| Houston Texans  | Bill O'Brien  | Licenziamento | Romeo Crennel        |
| Atlanta Falcons | Dan Quinn     | Licenziamento | Raheem Morris        |
| Detroit Lions   | Matt Patricia | Licenziamento | Darrell Bevell       |

## Record e traguardi
Settimana 1
- I Baltimore Ravens segnarono oltre 30 punti nel debutto stagionale, stabilendo un record NFL per avere segnato almeno 30 punti in tre stagioni consecutive al primo turno.[48]
- Drew Brees superò il record di 10.169 passaggi tentati in carriera appartenente a Brett Favre. In quella stessa partita, Tom Brady divenne il terzo giocatore con 10.000 passaggi tentati in carriera.
- Tom Brady divenne il terzo giocatore a tentare 10.000 passaggi in carriera dopo Brees e Favre.
- Frank Gore superò il record NFL per gare disputate da un running back, con 227. Il precedente record di 226 era detenuto da Emmitt Smith.[49]
- Russell Wilson divenne il secondo giocatore a passare 30.000 yard e a correrne 4,000 in carriera, dopo Steve Young.[50]
- I Baltimore Ravens stabilirono un record NFL segnando 30 o più punti per il terzo debutto consecutivo.[51]

Settimana 2
- Brady divenne il secondo giocatore a passare 75.000 yard in carriera dopo Brees.
- Brady divenne anche il primo giocatore a vincere 250 gare in carriera (stagione regolare e playoff).[52]
- Joe Burrow stabilì il record di passaggi completati per un rookie con 37. Il precedente primato di 36 era condiviso da Marc Bulger, Chris Weinke, e Carson Wentz.[53]
- Drew Brees divenne il primo giocatore a passare 550 touchdown in carriera.
- Dak Prescott divenne il primo giocatore a passare 400 yard e a segnare 3 touchdown su corsa nella stessa partita.[54]
- Gli Atlanta Falcons divennero la prima squadra a segnare almeno 39 punti e a perdere una partita senza avere perso alcun pallone. In precedenza le squadre in questa situazione avevano un record di 440-0 da quando i palloni persi divennero una statistica ufficiale nel 1933.[55]

Settimana 3
- Ryan Fitzpatrick divenne il primo quarterback a guidare una squadra alla vittoria sullo stesso avversario con sei maglie diverse diverse, grazie alla vittoria di Miami su Jacksonville.  Fitzpatrick in precedenza aveva battuto Jacksonville come quarterback titolare di Cincinnati, Buffalo, Tennessee, Houston e the New York Jets.[56]
- Philip Rivers divenne il sesto giocatore a passare 60.000 yard in carriera.[57]
- Rivers divenne anche il sesto giocatore a passare 400 touchdown in carriera.[57]
- Russell Wilson stabilì un record NFL per touchdown passati nelle prime tre giornate, 14. Il precedente primato di 13 era detenuto da Patrick Mahomes.[58]
- Wilson divenne anche il quinto giocatore a passare cinque touchdown in due partite consecutive.[58]
- Mike Evans divenne il terzo giocatore nella storia della NFL a finire una partita con 2 ricezioni per 2 yard e 2 touchdown.[59]
- Patrick Mahomes divenne il più rapido giocatore a passare 10.000 yard in carriera, con 34 partite. Il precedente record di 36 era detenuto da Kurt Warner.[60]
- Gli Atlanta Falcons divennero la prima squadra nella storia della NFL a perdere due partite nella stessa stagione in cui erano stati in vantaggio di 15 punti nel quarto periodo.[61]
- I Chicago Bears divennero la prima squadra a vincere nella stessa stagione due partite in cui erano stati in svantaggio di 16 punti nel quarto periodo.[59]

Settimana 4
- Russell Wilson pareggiò il record di Peyton Manning con 16 passaggi da touchdown nelle prime quattro giornate.
- Tom Brady divenne il secondo giocatore a passare 550 touchdown in carriera, raggiungendo Drew Brees.
- Brady divenne anche il giocatore più vecchio a passare 5 touchdown in una partita, riuscendovi a 43 anni e 62 giorni. Il vecchio primato era detenuto a Warren Moon a 40 anni e 342 giorni.[62]
- Dak Prescott divenne il primo giocatore a passare almeno 450 yard in tre gare consecutive.[63]
- Prescott stabilì anche il record di yard passate in due e tre partite, 974 e 1,424, rispettivamente.[63]
- Lamar Jackson divenne il quarterback più rapido a passare 5.000 yard e a correrne 2.000, riuscendovi in 35 partite. Il precedente primato di 39 era di Michael Vick.[64]
- Joe Burrow divenne il primo rookie della storia a passare 300 yard in tre gare consecutive.[65]
- Aaron Rodgers divenne l'11º giocatore a completare 4.000 passaggi in carriera.[66]

Settimana 5
- Tom Brady divenne il secondo giocatore a completare 6.500 passaggi in carriera, dopo Drew Brees.
- Brady stabilì anche un record NFL per il maggior numero di gare in carriera con un passaggio da touchdown, 250. Il vecchio record di 249 era di Brett Favre.
- Philip Rivers divenne il quinto giocatore a completare 5.000 passaggi in carriera.
- Romeo Crennel divenne l'allenatore più anziano della storia della NFL, a 73 anni e 113 giorni. Il precedente primato di 72 anni e 318 giorni era detenuto da George Halas e resisteva dal 1967.[67]

Settimana 6
- Ben Roethlisberger superò John Elway al quinto posto per vittorie di un quarterback titolare con 149.[68]

Settimana 7
- Drew Brees divenne il primo giocatore a completare 7.000 passaggi in carriera.
- Ben Roethlisberger divenne il quinto quarterback titolare a vincere 150 gare in carriera
- Russell Wilson pareggiò il record NFL di Peyton con 22 touchdown passati nelle prime sei gare della stagione.[69]
- I Cleveland Browns e i Cincinnati Bengals stabilirono un record NFL con 5 touchdown del sorpasso nel quarto periodo della loro partita.
- Tom Brady superò Drew Brees per il maggior numero di touchdown passati in carriera con 559.

Settimana 9
- Patrick Mahomes divenne il giocatore più rapido a passare 100 touchdown in carriera, riuscendovi in 40 partite. Il primato precedente era detenuto da Dan Marino con 44 gare.[70]
- Lamar Jackson pareggiò il record per il maggior numero di vittorie per un quarterback nelle prime trenta partite, 25, appartenente a Marino.[71]
- I Tampa Bay Buccaneers stabilirono un record NFL per il minor numero di corse tentate in una partita, cinque. Il vecchio primato era condiviso da quattro squadre[72]
- I Baltimore Ravens stabilirono un record con la 31ª partita consecutiva con almeno 20 punti segnati. Il vecchio primato era detenuto dai Denver Broncos del periodo 2012-2014.[73]

Settimana 10
- Philip Rivers superò Dan Marino al quinto posto nella classifica di tutti i tempi per yard passate in carriera.
- Kyler Murray divenne il primo giocatore a passare un touchdown e a segnarne uno su corsa in cinque gare consecutive.[74]
- Cordarrelle Patterson pareggiò il record NFL con l'ottavo ritorno di kickoff in touchdown. Il primato era stato stabilito da Josh Cribbs e Leon Washington.[75]

Settimana 12
- Callie Brownson, chief of staff dei Cleveland Browns, divenne la prima donna a divenire position coach nella storia della NFL quando servì come allenatore ad interim dei tight end nella partita dei Browns.[76]
- Tom Brady superò il record di passaggi tentati di 10.460 superando Drew Brees che aveva precedentemente battuto il record nella prima settimana della stagione.
- Aaron Rodgers divenne l'11º giocatore a passare 50.000 yard in carriera.

Settimana 13
- Philip Rivers divenne il settimo giocatore a passare 80.000 yard in carriera.
- Aaron Rodgers divenne il settimo giocatore a passare 400 touchdown in carriera, il più rapido a riuscirvi, in 193 partite. Il precedente record di 205 gare era di Drew Brees.[77]
- Justin Houston pareggiò il record NFL per il maggior numero di safety, con 4. Tale primato è condiviso con Jared Allen, Doug English e Ted Hendricks.[78]
- Cole Beasley stabilì un record per touchdown su ricezione da parte di un giocatore più basso di 175 cm con 33. Il precedente primato di 32 era di Darren Sproles.[79]

Settimana 14
- Alex Smith divenne il 25º quarterback titolare a vincere 100 partite (stagione regolare e playoff).
- Jamal Adams stabilì un record per il maggior numero di sack da parte di un defensive back con 8,5. Il precedente primato di 8 era stato stabilito da Adrian Wilson nel 2005.[80]

Settimana 15
- Aaron Rodgers divenne il primo giocatore a passare 40 touchdown in tre diverse stagioni.[81]
- Matt Ryan superò Fran Tarkenton al decimo posto per touchdown passati in carriera.
- Drew Brees superò Anthony Calvillo per il maggior numero di yard passate in qualsiasi lega professionistica, con 79.846. Calvillo ne aveva passate 79.816 nella Canadian Football League.
- Ben Roethlisberger divenne il settimo giocatore a passare 60.000 yard in carriera e il sesto a completare 5.000 passaggi in carriera.

Settimana 16
- Drew Brees divenne il primo giocatore della storia a passare 80.000 yard in carriera.[82]
- Alvin Kamara pareggiò il record NFL con 6 touchdown su corsa in una partita. Il primato era stato precedentemente stabilito da Ernie Nevers nel 1929.[83]
- I Minnesota Vikings e i New Orleans Saints pareggiarono il record NFL per touchdown su corsa in una partita con 9. Il primato era stato stabilito da due gare giocate nel 1922 (Rock Island Independents vs. Evansville Crimson Giants e Racine Legion vs. Louisville Brecks) e da una gara del 2020 tra Baltimore Ravens e Cleveland Browns.
- Tom Brady divenne il terzo quarterback a disputare 300 partite, dopo George Blanda e Brett Favre. Brady pareggiò anche il record di partenze come titolare di Favre con 298.
- Philip Rivers raggiunse Dan Marino al quinto posto per touchdown passati in carriera.
- Justin Herbert superò il record di passaggi da touchdown per un rookie con 28. Il precedente primato di 27 era stato stabilito da Baker Mayfield.
- Travis Kelce stabilì un nuovo record per yard ricevute in una stagione da un tight end. Il precedente di 1.377 era detenuto da George Kittle.[84]
- Frank Gore divenne il terzo giocatore a correre 16,000 yard in carriera, dopo Walter Payton ed Emmitt Smith.
- Lamar Jackson divenne il primo quarterback a correre 900 yard per due stagioni consecutive.[85]

Settimana 17
- Tom Brady stabilì un record per il maggior numero di presenze per un quarterback titolare nella stagione regolare con 299. Il precedente primato apparteneva a Brett Favre.
- Philip Rivers superò Dan Marino al quinto posto per touchdown passati in carriera.
- Lamar Jackson divenne il primo quarterback con due stagioni consecutive con da 1.000 yard corse.
- Derrick Henry divenne l'ottavo giocatore a correre 2.000 yard in una stagione.
- Mike Evans divenne il primo giocatore a ricevere 1.000 yard in tutte le prime sette stagioni in carriera.[86]
- Matt Prater stabilì un record in carriera per il maggior numero di field goal segnati da almeno 50 yard, con 59. Il precedente primato era detenuto da Sebastian Janikowski.[87]
- Il Washington Football Team raggiunse i Seattle Seahawks del 2010 come la squadra col peggiore record qualificatasi per i playoff (7-9) e divenne la prima squadra a raggiungere la post-season dopo avere iniziato con un record di 2-7. Nessuna delle altre 262 squadre che avevano iniziato con un record di 2-7 vi era mai riuscita.[88]
- Per la prima volta nella storia della NFL, le squadre in casa ebbero un record negativo, 127-128-1.[89]

## Leader della lega
| Categoria              | Giocatore             | N.         |
| Yard passate           | Deshaun Watson (HOU)  | 4.823 yard |
| Touchdown passati      | Aaron Rodgers (GB)    | 48         |
| Yard corse             | Derrick Henry (TEN)   | 2.027 yard |
| Touchdown su corsa     | Derrick Henry (TEN)   | 17         |
| Ricezioni              | Stefon Diggs (BUF)    | 127        |
| Yard ricevute          | Stefon Diggs (BUF)    | 1.535 yard |
| Touchdown su ricezione | Davante Adams (GB)    | 18         |
| Tackle totali          | Zach Cunningham (HOU) | 163        |
| Sack                   | T.J. Watt (PIT)       | 15,0       |
| Intercetti             | Xavien Howard (MIA)   | 10         |
| Fumble forzati         | Marlon Humphrey (BAL) | 8          |

Fonte:

## Premi

### Premi stagionali

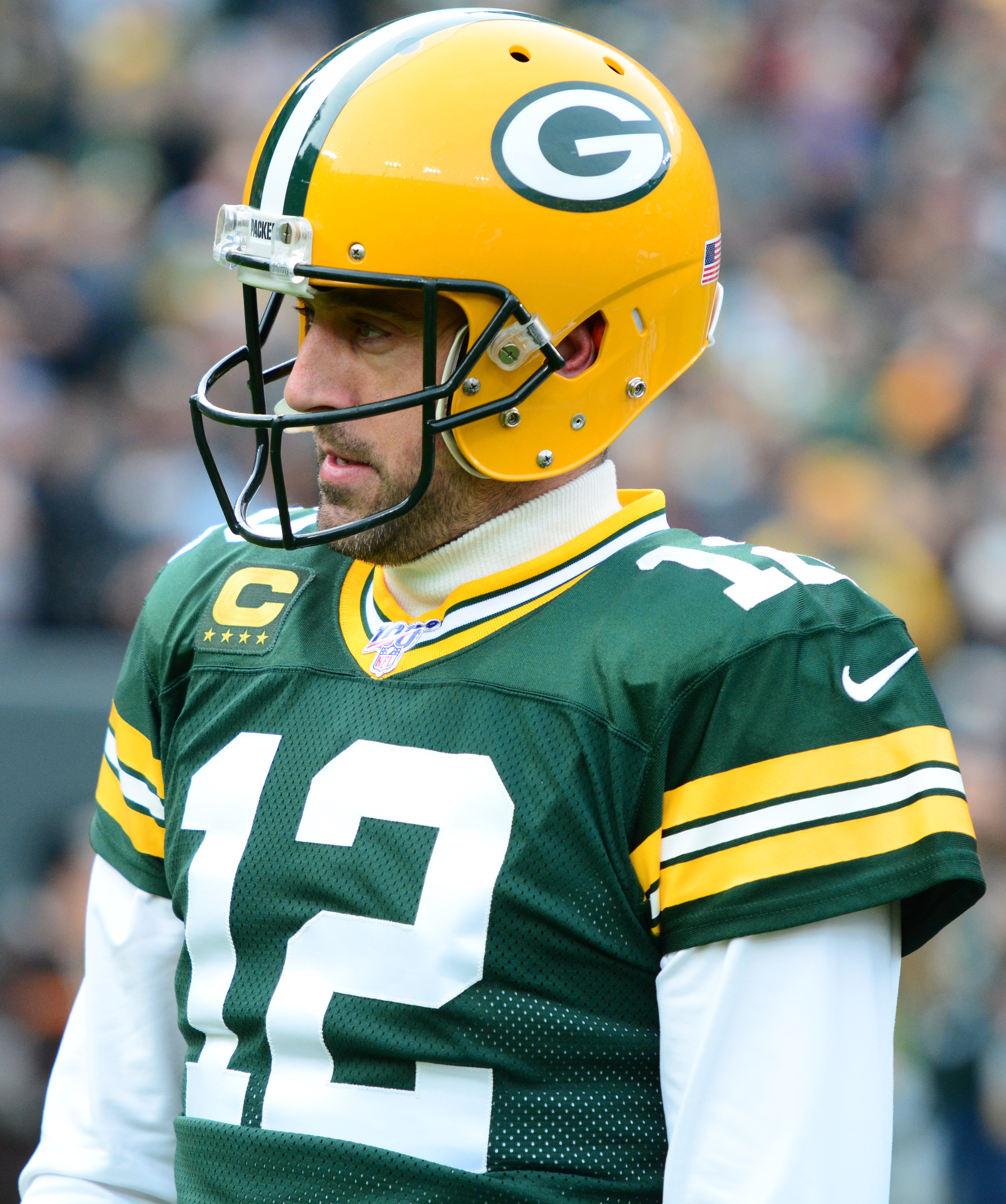
Nel 2020 Aaron Rodgers è stato premiato come MVP della NFL per la terza volta in carriera.

| Premio                            | Vincitore       | Ruolo            | Squadra                  |
| --------------------------------- | --------------- | ---------------- | ------------------------ |
| MVP della NFL                     | Aaron Rodgers   | Quarterback      | Green Bay Packers        |
| Giocatore offensivo dell'anno     | Derrick Henry   | Running back     | Tennessee Titans         |
| Difensore dell'anno               | Aaron Donald    | Defensive tackle | Los Angeles Rams         |
| Allenatore dell'anno              | Kevin Stefanski | Allenatore       | Cleveland Browns         |
| Rookie offensivo dell'anno        | Justin Herbert  | Quarterback      | Los Angeles Chargers     |
| Rookie difensivo dell'anno        | Chase Young     | Defensive end    | Washington Football Team |
| Comeback Player of the Year       | Alex Smith      | Quarterback      | Washington Football Team |
| Walter Payton NFL Man of the Year | Russell Wilson  | Quarterback      | Seattle Seahawks         |
| PFWA Dirigente dell'anno          | Brandon Beane   | General manager  | Buffalo Bills            |
| MVP del Super Bowl                | Tom Brady       | Quarterback      | Tampa Bay                |

### All-Pro
I seguenti giocatori sono stati inseriti nel First-team All-Pro dall'Associated Press:
| Attacco          | Attacco                                                                 |
| ---------------- | ----------------------------------------------------------------------- |
| Quarterback      | Aaron Rodgers, Green Bay                                                |
| Running back     | Derrick Henry, Tennessee                                                |
| Wide receiver    | Davante Adams, Green Bay Stefon Diggs, Buffalo Tyreek Hill, Kansas City |
| Tight end        | Travis Kelce, Kansas City                                               |
| Tackle sinistro  | David Bakhtiari, Green Bay                                              |
| Guardia sinistra | Quenton Nelson, Indianapolis                                            |
| Centro           | Corey Linsley, Green Bay                                                |
| Guardia destra   | Brandon Scherff, Washington                                             |
| Tackle destro    | Jack Conklin, Cleveland                                                 |

| Difesa           | Difesa                                                                          |
| ---------------- | ------------------------------------------------------------------------------- |
| Edge rusher      | T.J. Watt, Pittsburgh Myles Garrett, Cleveland                                  |
| Interior lineman | Aaron Donald, Los Angeles Rams DeForest Buckner, Indianapolis                   |
| Linebacker       | Fred Warner, San Francisco Bobby Wagner, Seattle Darius Leonard, Indianapolis   |
| Cornerback       | Xavien Howard, Miami Jalen Ramsey, Los Angeles Rams                             |
| Safety           | Tyrann Mathieu, Kansas City Minkah Fitzpatrick, Pittsburgh Budda Baker, Arizona |

| Placekicker    | Jason Sanders, Miami           |
| Punter         | Jake Bailey, New England       |
| Kick returner  | Cordarrelle Patterson, Chicago |
| Punt returner  | Gunner Olszewski, New England  |
| Special teamer | George Odum, Indianapolis      |
| Long snapper   | Morgan Cox, Baltimore          |

### Premi settimanali e mensili
| Sett./ Mese | Offensivo Giocatore della settimana/mese | Offensivo Giocatore della settimana/mese | Difensivo Giocatore della settimana/mese | Difensivo Giocatore della settimana/mese | Special team Giocatore della settimana/mese | Special team Giocatore della settimana/mese |
| Sett./ Mese | AFC                                      | NFC                                      | AFC                                      | NFC                                      | AFC                                         | NFC                                         |
| ----------- | ---------------------------------------- | ---------------------------------------- | ---------------------------------------- | ---------------------------------------- | ------------------------------------------- | ------------------------------------------- |
| 1           | Lamar Jackson QB (Ravens)                | Russell Wilson QB (Seahawks)             | Casey Hayward CB (Chargers)              | Ryan Kerrigan DE (Washington)            | Daniel Carlson K (Raiders)                  | Thomas Morstead P (Saints)                  |
| 2           | Josh Allen QB (Bills)                    | Dak Prescott QB (Cowboys)                | T.J. Watt DE (Steelers)                  | Micah Kiser LB (Rams)                    | Harrison Butker K (Chiefs)                  | Michael Dickson P (Seahawks)                |
| 3           | Patrick Mahomes QB (Chiefs)              | Russell Wilson QB (Seahawks)             | Xavier Rhodes CB (Colts)                 | Shaquil Barrett DE (Buccaneers)          | Stephen Gostkowski K (Titans)               | Matt Prater K (Lions)                       |
| Sett.       | Josh Allen QB (Bills)                    | Russell Wilson QB (Seahawks)             | T.J. Watt LB (Steelers)                  | Lavonte David LB (Buccaneers)            | Stephen Gostkowski K (Titans)               | Jack Fox P (Lions)                          |
| 4           | Joe Mixon RB (Bengals)                   | Tom Brady QB (Buccaneers)                | Myles Garrett DE (Browns)                | Za'Darius Smith DE (Packers)             | Mike Boone RB (Vikings)                     | Brandon McManus K (Broncos)                 |
| 5           | Chase Claypool WR (Steelers)             | Kyler Murray QB (Cardinals)              | Patrick Queen LB (Ravens)                | Aaron Donald DT (Rams)                   | Jason Sanders K (Dolphins)                  | Wil Lutz K (Saints)                         |
| 6           | Derrick Henry RB (Titans)                | Matt Ryan QB (Falcons)                   | Calais Campbell DE (Ravens)              | Budda Baker S (Cardinals)                | Brandon McManus K (Broncos)                 | Cairo Santos K (Bears)                      |
| 7           | Baker Mayfield QB (Browns)               | Kyler Murray QB (Cardinals)              | Jerry Hughes DE (Bills)                  | Devin White LB (Buccaneers)              | Byron Pringle WR (Chiefs)                   | Johnny Hekker K (Rams)                      |
| Ott.        | Derrick Henry RB (Titans)                | Tom Brady QB (Buccaneers)                | Myles Garrett DE (Browns)                | Budda Baker S (Cardinals)                | Jason Sanders K (Dolphins)                  | Johnny Hekker P (Rams)                      |
| 8           | Patrick Mahomes QB (Chiefs)              | Dalvin Cook RB (Vikings)                 | Stephon Tuitt DE (Steelers)              | Bobby Wagner LB (Seahawks)               | Jakeem Grant WR (Dolphins)                  | Ryan Succop K (Buccaneers)                  |
| 9           | Josh Allen QB (Bills)                    | Dalvin Cook RB (Vikings)                 | Jeffery Simmons DE (Titans)              | Foye Oluokun LB (Falcons)                | Nick Folk K (Patriots)                      | Graham Gano K (Giants)                      |
| 10          | Ben Roethlisberger QB (Steelers)         | DeAndre Hopkins WR (Cardinals)           | Jeff Heath S (Raiders)                   | Leonard Floyd LB (Rams)                  | E.J. Speed LB (Colts)                       | Matt Prater K (Lions)                       |
| 11          | Deshaun Watson QB (Texans)               | Robert Woods WR (Rams)                   | Olivier Vernon DE (Browns)               | Brian Burns DE (Panthers)                | Rodrigo Blankenship K (Colts)               | Tress Way P (Washington)                    |
| 12          | Tyreek Hill WR (Chiefs)                  | Kirk Cousins QB (Vikings)                | A.J. Klein LB (Panthers)                 | Jacob Tuioti-Mariner DE (Falcons)        | Nick Folk K (Patriots)                      | Robbie Gould K (49ers)                      |
| Nov.        | Patrick Mahomes QB (Chiefs)              | Dalvin Cook RB (Vikings)                 | T.J. Watt LB (Steelers)                  | Cameron Jordan DE (Saints)               | Jason Sanders K (Dolphins)                  | Younghoe Koo K (Falcons)                    |
| 13          | Josh Allen QB (Bills)                    | Aaron Rodgers QB (Packers)               | Kyle Van Noy LB (Dolphins)               | Leonard Williams DE (Giants)             | Gunner Olszewski WR/PR (Patriots)           | Dustin Hopkins K (Washington)               |
| 14          | Lamar Jackson QB (Ravens)                | Cam Akers RB (Rams)                      | Kenny Moore CB (Colts)                   | Haason Reddick LB (Cardinals)            | Diontae Spencer WR/PR (Broncos)             | Tress Way P (Washington)                    |
| 15          | Josh Allen QB (Bills)                    | Kyler Murray QB (Cardinals)              | DeForest Buckner DT (Colts)              | Devin White LB (Buccaneers)              | Tommy Townsend P (Chiefs)                   | Michael Dickson P (Seahawks)                |
| 16          | Stefon Diggs WR (Bills)                  | Alvin Kamara RB (Saints)                 | Mike Hilton CB (Steelers)                | Fred Warner LB (49ers)                   | Jason Sanders K (Dolphins)                  | Joseph Charlton P (Panthers)                |
| 17          | Derrick Henry RB (Titans)                | Kirk Cousins QB (Vikings)                | Darius Leonard LB (Colts)                | Leonard Williams DE (Giants)             | Maxx Crosby DE (Raiders)                    | Ryan Succop K (Buccaneers)                  |
| Dic.        | Josh Allen QB (Bills)                    | Aaron Rodgers QB (Packers)               | DeForest Buckner DT (Colts)              | Chase Young DE (Washington)              | Daniel Carlson K (Raiders)                  | Cairo Santos K (Bears)                      |

| Mese  | Rookie del mese              | Rookie del mese                     |
| Mese  | Offensivo                    | Defensivo                           |
| ----- | ---------------------------- | ----------------------------------- |
| Sett. | James Robinson RB (Jaguars)  | Antoine Winfield Jr. S (Buccaneers) |
| Ott.  | Justin Herbert QB (Chargers) | Jeremy Chinn S (Panthers)           |
| Nov.  | Justin Herbert QB (Chargers) | Jeremy Chinn S (Panthers)           |
| Dic.  | Jonathan Taylor RB (Colts)   | Chase Young DE (Washington)         |